# Ташичо-дзонг
Ташичо-дзонг — буддийский монастырь и крепость в северной стороне бутанского города Тхимпху, на западном берегу реки Вонг Чу. Здесь располагался престол Дхарма-Раджи и летняя столица страны.
Крепость была построена в XIII веке как монастырь, отреставрирована в 1960-х годах, с 1952 здесь располагается правительство страны. В летнее время здесь же находится религиозный лидер страны Дже Кенпо. Король (Джигме Сингье Вангчук) также имеет здесь рабочий кабинет.
В центральной башне была ранее расположена Бутанская национальная библиотека.

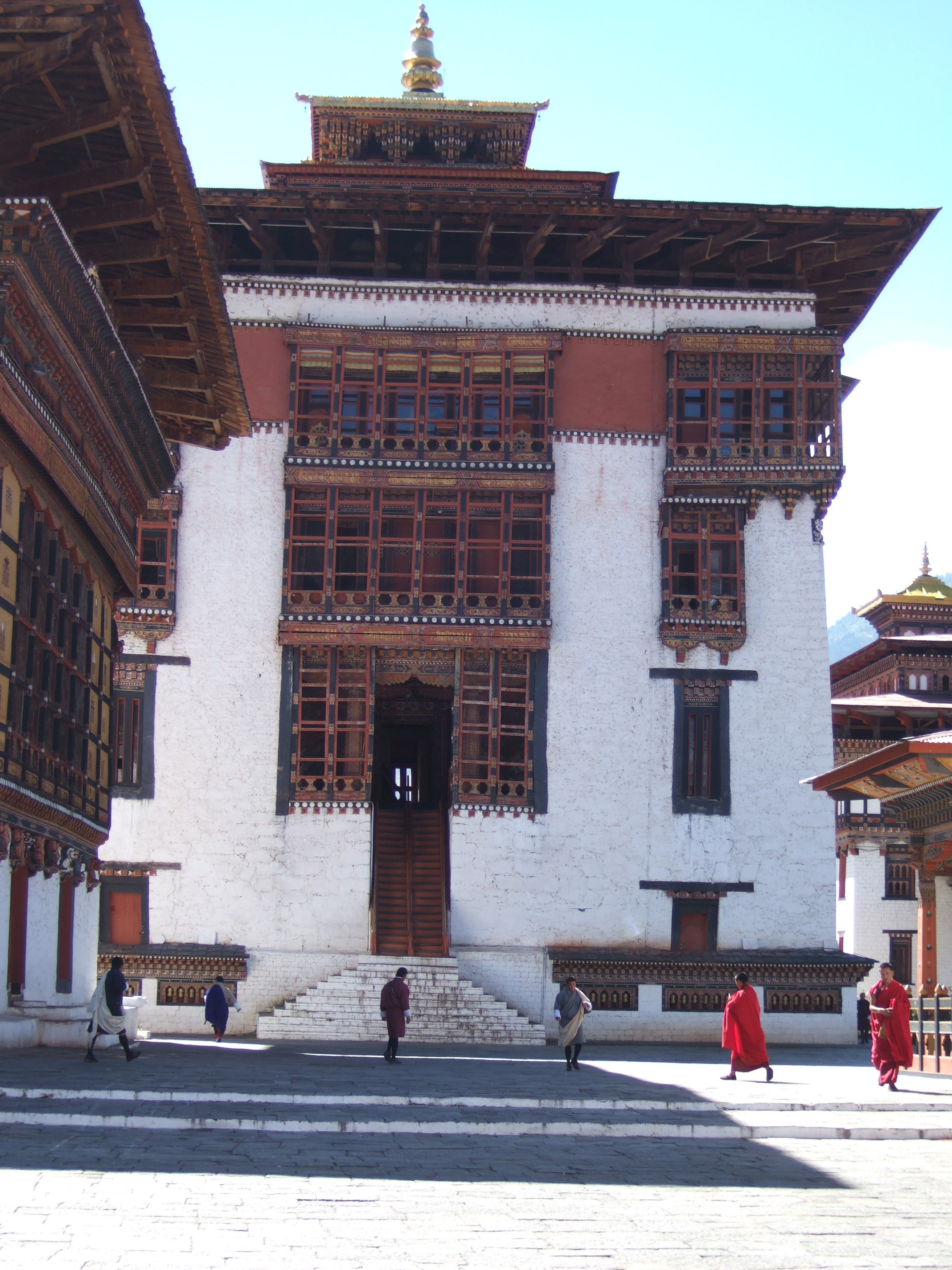
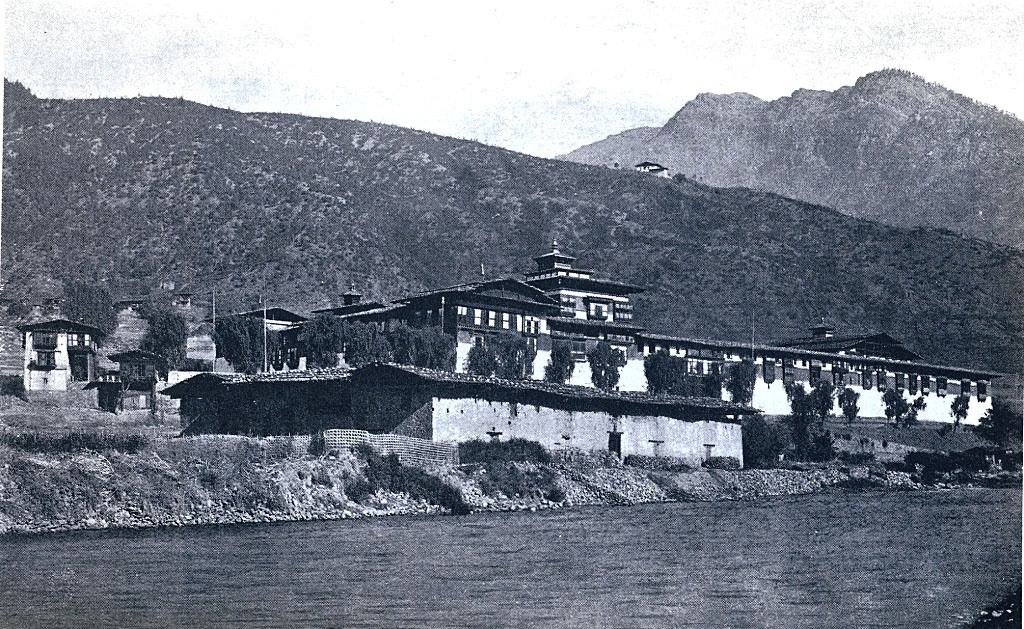
Монастырь в 1921 году
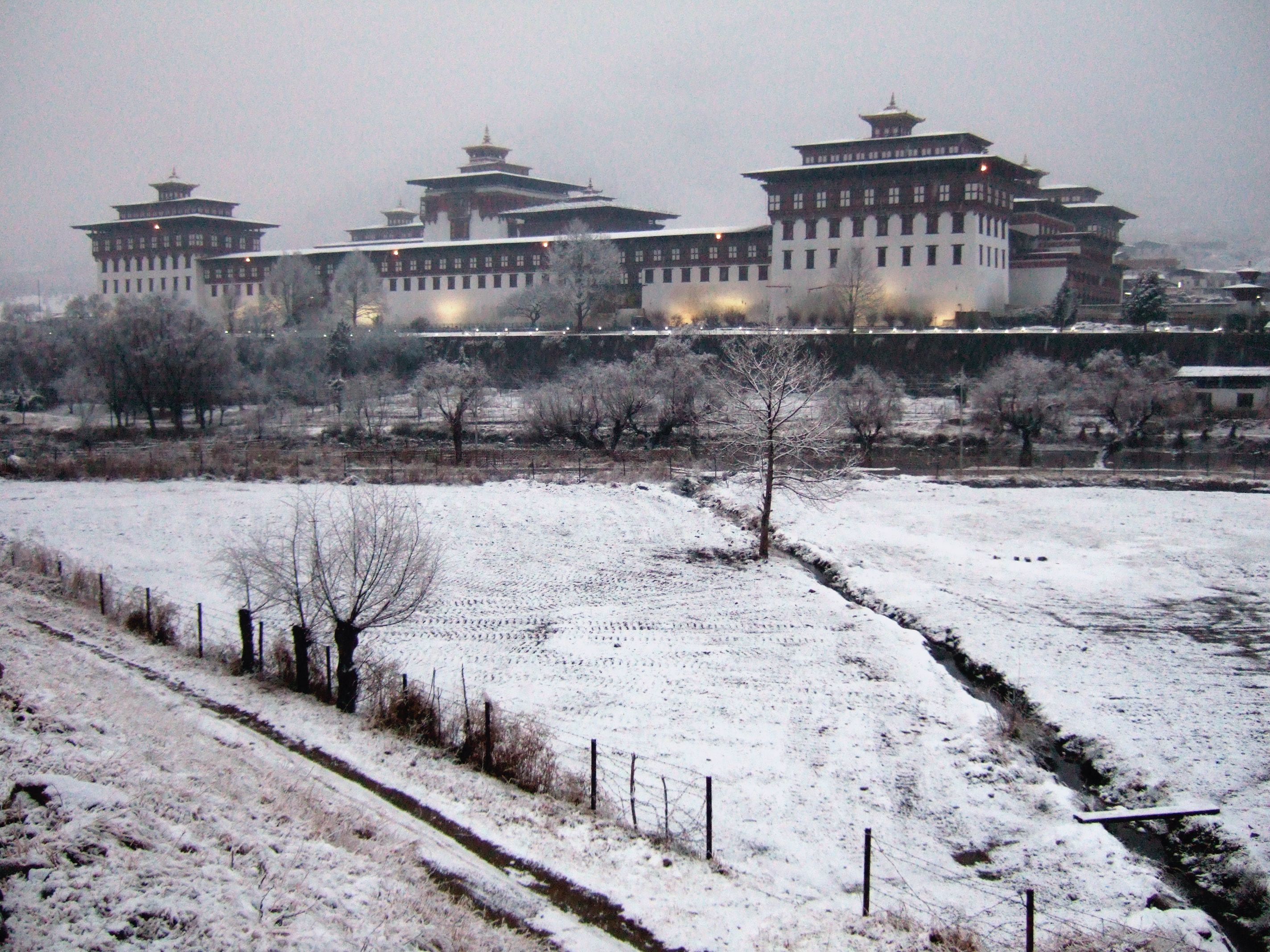
Зимой